# Тераза (Павија)
Тераза је насеље у Италији у округу Павија, региону Ломбардија.
Према процени из 2011. у насељу је живело 67 становника. Насеље се налази на надморској висини од 105 м.